# Anderson Canhoto
Anderson Canhoto, właśc. Anderson Cardoso de Campos (ur. 30 marca 1997 w Canoas) – brazylijski piłkarz występujący na pozycji skrzydłowego, od 2024 roku zawodnik kostarykańskiego Alajuelense.